# Flughafen São Paulo–Campo de Marte

i8
i11
i13
Der Flughafen São Paulo–Campo de Marte (IATA-Code: RTE, ICAO-Code: SBMT) ist ein öffentlicher Flughafen auf 722 m Seehöhe, 8 km nördlich von São Paulo, Brasilien. Die Fläche des Flughafens beträgt 211 ha. Er hat eine Asphaltpiste mit 1600 m Länge und 45 m Breite, sowie einem Hubschrauberlandeplatz.
Der Flughafen ist ein Zivilflughafen und militärischer Flughafen und führt derzeit (2023) keine Linienflüge durch. Der militärische Teil wird von den Luftstreitkräften, der Força Aérea Brasileira (FAB), als Base Aérea de Campo de Marte bezeichnet. Hier befindet sich das Instandhaltungszentrum, Parque de Material Aeronáutico de São Paulo (PAMA-SP).

## Geschichte
Der Flughafen Campo de Marte wurde 1920 in Betrieb genommen und war der erste Flughafen, der für die Stadt São Paulo in Brasilien gebaut wurde. Im Jahr 1920 beschloss die Landesregierung in Zusammenarbeit mit dem Oberkommando der öffentlichen Streitkräfte, eine militärische Flugschule zu gründen. Als Standort für die Flugbetriebslandebahn wurde nach einigen Untersuchungen Campo de Marte selbst ausgewählt.
In Marte gab es mehrere private Flugschulen, die wichtigste davon war der 1931 gegründete Aeroclube de São Paulo. als öffentliche Versorgungseinrichtung, die sich schließlich zum größten zivilen Pilotenausbildungszentrum in Lateinamerika entwickelte.
Während der Revolution von 1932 wurde der Flughafen bombardiert.
Zuvor von Infraero betrieben, erhielt Pax Aeroportos, kontrolliert von XP Inc., am 18. August 2022 eine 30-jährige Konzession für den Betrieb des Flughafens.

## Flugbetrieb
Im Jahre 2016 fanden 5.960  Flugbewegungen statt (56,2 % waren Helikopterflüge) und es wurden 125.395 Passagiere befördert.